# 4-та армія (Румунія)
4-та руму́нська а́рмія (рум. Armata 4 română), з 24 серпня до 13 грудня 1916 року — Північна армія (рум. Armata de Nord) — загальновійськова армія Румунії часів Першої та Другої світових війн, а також післявоєнного часу. Брала активну участь в операціях вермахту на Східному фронті.